# Remington Rand
La Remington Rand (1927-1955) fu una delle prime società statunitensi a produrre computer, la società è nota per il primo UNIVAC I in seguito parte di Unisys. Per molto tempo il termine univac è stato sinonimo di computer. Remington Rand inoltre produceva attrezzature per l'ufficio.

## Storia

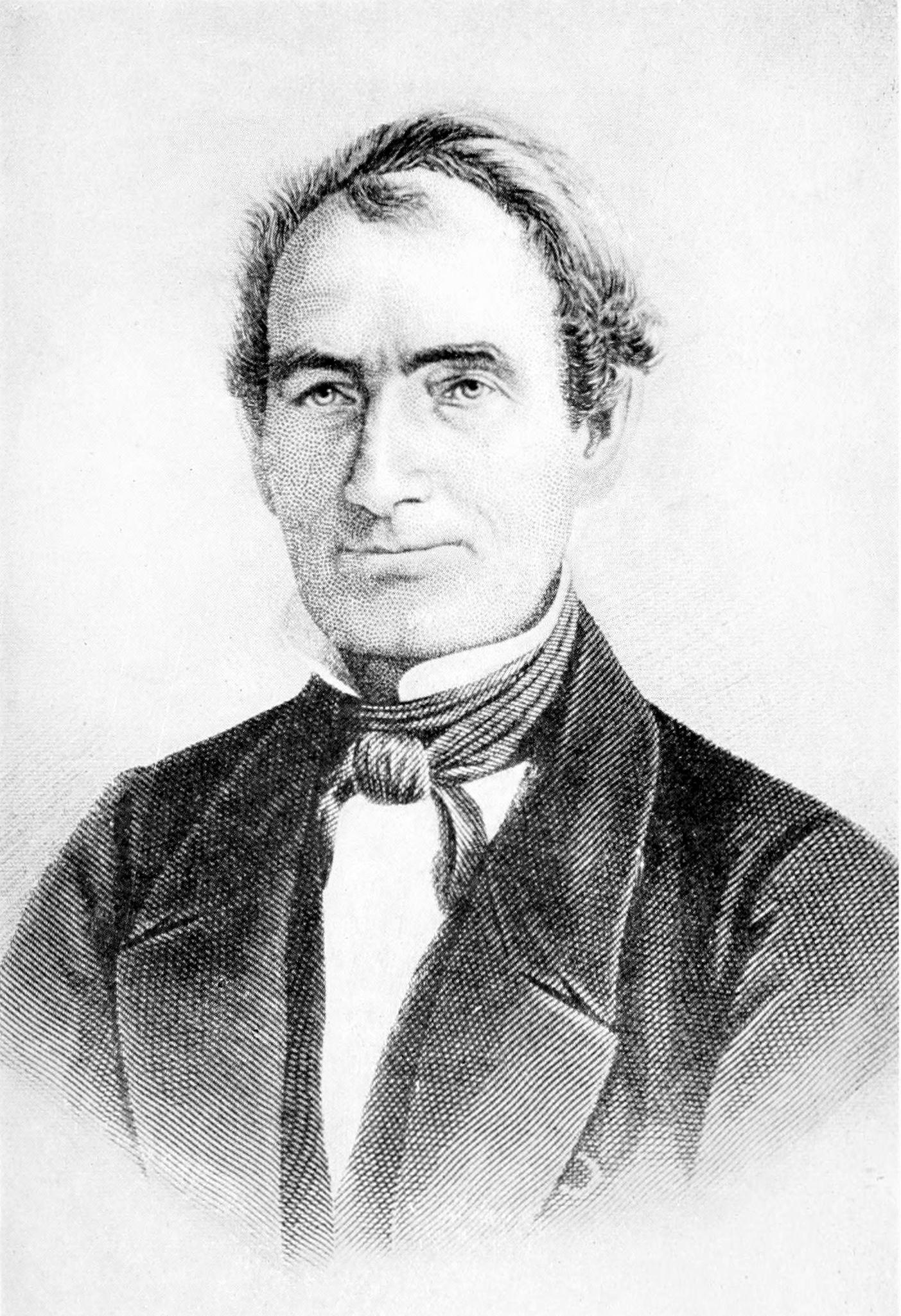
Eliphalet Remington

Le origini della Remington Rand risalgono al 1816. Eliphalet Remington iniziò la progettazione e la costruzione di un fucile a pietra focaia per se stesso. Nell'autunno dello stesso anno partecipò ad una gara di tiro e, anche se finì al secondo posto, il suo fucile impressionò gli altri tiratori. Prima che Eliphalet avesse lasciato il campo di tiro aveva ricevuto così tanti ordini da altri concorrenti che decise ufficialmente di entrare nel commercio di armi da fuoco con la società Remington and Son. Nel 1828 trasferì la fabbrica nella vicina Ilion, nello stesso sito in cui è ubicato l'attuale impianto della Remington.
Nel 1865 Philo Remington creò una società per azioni e nel 1873 iniziò una nuova avventura con la produzione di macchine per scrivere di marca Remington che cedette poi nel 1886. La Remington Rand venne creata nel 1927 dalla fusione delle Remington Typewriter Company, Rand Kardex Company e Powers Accounting Machine Company.
Tra il 1942 e il 1945 la Remington Rand produsse anche la Colt M1911, una pistola automatica di calibro.45 utilizzata dalle forze armate statunitensi durante la Seconda guerra mondiale. Remington Rand produsse più M1911A1 di ogni altro produttore.

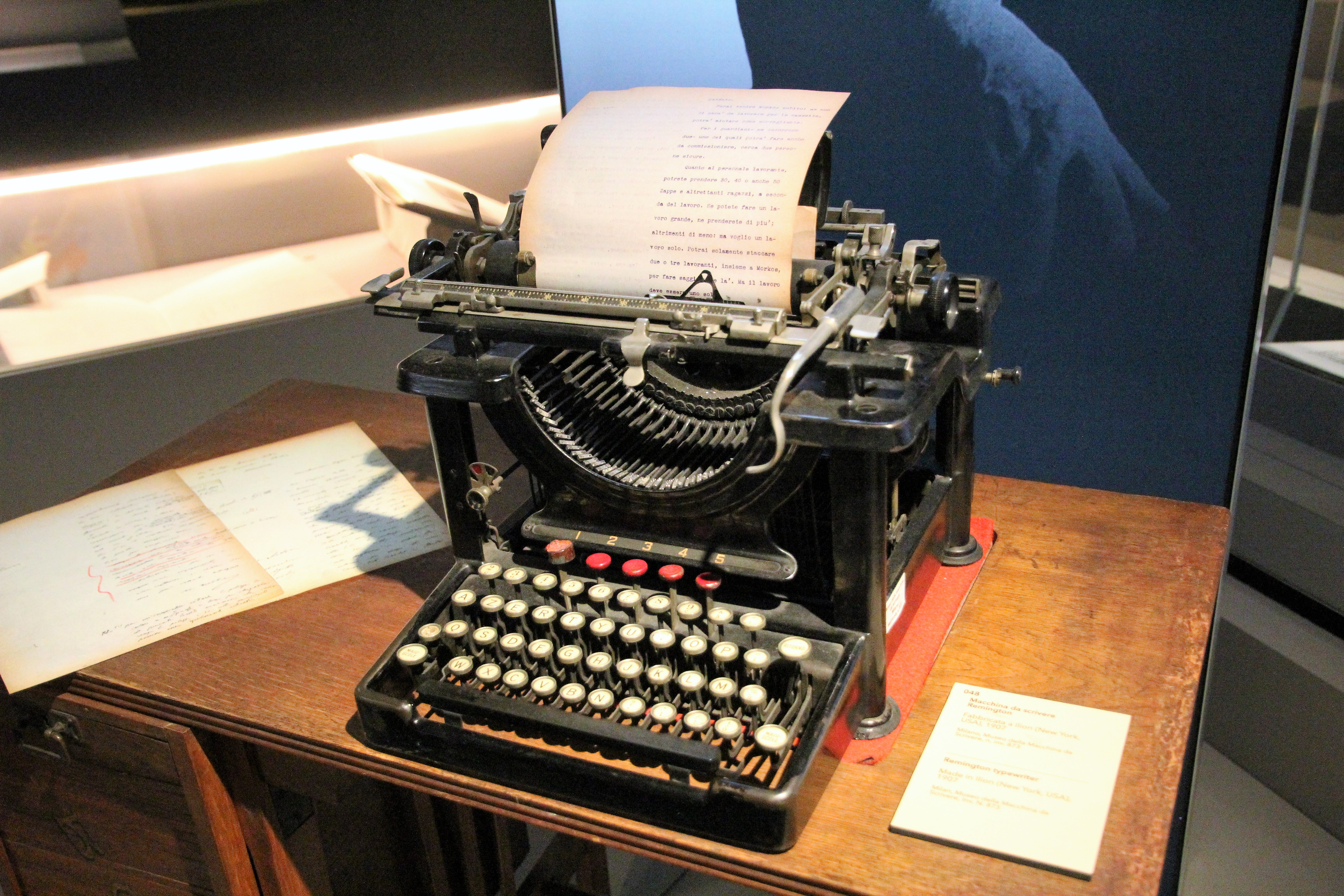
Una Remington Rand del 1907

Nel 1949 Remington Rand produsse il Remington Rand 409, un calcolatore programmabile basato su schede perforate. Nel 1950 Remington Rand acquistò Eckert-Mauchly Computer Corporation, i creatori dell'UNIVAC I, e nel 1951 il primo UNIVAC I fu consegnato all'ufficio censimento degli Stati Uniti. Nel 1952 il Remington Rand 409 venne immesso in produzione col nome di UNIVAC 60 e nel 1953 venne presentata la versione con il doppio della memoria chiamata UNIVAC 120. 
La sede principale della società era il Remington Rand Building al 315 di Park Avenue a New York ed era un grattacielo di 20 piani costruito nel 1911.

### Le fusioni
Nel 1955 la Remington Rand si fuse con la Sperry Corporation per creare una ditta chiamata Sperry Rand (nota spesso solo come Sperry).  Remington Rand produsse anche rasoi elettrici. Il marchio Remington inizialmente era una divisione della Remington Rand che venne creata nel 1937. Sperry Corporation vendette la divisione nel 1979 a Victor Kiam che creò la Remington Production Company. La battuta Ho apprezzato tanto il rasoio da comprare la società divenne uno degli slogan più riusciti della società all'inizio degli anni ottanta. Sperry si fuse nel 1986 con la Burroughs per formare l'Unisys. La Remington Products venne venduta nel 2003 alla Rayovac, una società produttrice di batterie. Rayovac però è attualmente nota come Spectrum Brands.

## Macchine per scrivere prodotte
A partire dal 1922 la Remington Rand produce macchine per scrivere continuando la numerazione della Remington Typewriter Company, le macchine prodotte sono:
- Remington Standard 12 (1922)
- Remington Portable No. 3 (1930)
- Smith Premier Portable, versione britannica della Remington Portable No. 2 (1934)
- Remington Noiseless Portable (1935)
- Remington Remette (1938-1942)
- Remington Streamliner (1941-1942)
- Remington Noiseless Model Seven (1948)
- Remington Super-Riter (1952)

Le macchine per scrivere erano importate in Italia inizialmente da Cesare Verona con sede in via della Basilica vicino alla Basilica Mauriziana a Torino fino al 1943, quando venne distrutta dal bombardamento alleato.